# Římskokatolická farnost Široké Třebčice
Římskokatolická farnost Široké Třebčice (lat. Latotrebetitschium) je církevní správní jednotka sdružující římské katolíky na území vesnice Široké Třebčice a v jejím okolí. Organizačně spadá do lounského vikariátu, který je jedním z 10 vikariátů litoměřické diecéze. Centrem farnosti je kostel Povýšení svatého Kříže v Širokých Třebčicích.

## Historie farnosti
Do roku 1765 území spadalo pod Velikou Ves, později zde byl Schlosskaplan (zámecký kaplan). Matriky jsou v místě vedeny od roku 1784. V roce 1789 byla v místě lokálie. Farnost byla kanonicky zřízena od roku 1857.

### Duchovní správcové vedoucí farnost
Začátek působnosti jmenovaného v duchovní správě farnosti od:
- 1765   Johann Heger
- 1776   Franz Ott
- 1785  in arce cap. fund. (zámecký kaplan) Ignaz Wykup (Wikupp,[2] Wikup[4]), n. 6. 10. 1759 Leitmeritz, o. 11. 10. 1785, † 17. 11. 1833
- 1789   cap. loc. Ign. Wikupp, n. 6. 10. 1759 Leitmeritz, o. 11. 10. 1785, † 17. 11. 1833
- 1814   cap. loc. Franz Kunz, n. 25. 2. 1791 Kaaden, o. 7. 8. 1813, † 24. 12. 1864
- 1819   cap. loc. Josef Körner, n. 23. 9. 1789 Dehlau, o. 14. 8. 1814
- 1831   cap. loc. vacat
- 1832   cap. loc. Anton Husak, n. 15. 10. 1801 Tachau, o. 10. 8. 1825
- 1833   cap. loc. vacat, admin. int. Franz Ehm
- 1833   cap. loc. Franz Ehm, n. 12. 10. 1802 Kommotau, o. 2. 9. 1829
- 1847   cap. loc. Josef Rößler, n. 14. 3. 1813 Hermsdorfensis. o. 3. 8. 1836
- 1854   cap. loc. Josef (Johann[2]) Behensky, n. 20. 11. 1819 Miltschoves. o. 25. 7. 1843, † 3. 5. 1880
- 1858   proto-par. (1. farář) Josef Behensky, n. 20. 11. 1819 Miltschoves. o. 25. 7. 1843, † 3. 5. 1880
- 1859   par. vacat, admin. int. Josef Winnerlich
- 1860   Josef Winnerlich, n. 14. 5. 1830 Lobedicens., o. 25. 7. 1854, † 23. 2. 1861
- 1861   Gustav Schimmerengl, n. 1. 3. 1833 Fleyh, o. 25. 7. 1857, † 13. 2. 1863
- 1862   Wenzel Wächtler, n. 24. 10. 1829 Schelesens. o. 25. 7. 1854, † 22. 6. 1914
- 1866   Wenzel Mladý, n. 16. 10. 1837 Neusattl, o. 31. 7. 1862, † 4. 7. 1914
- 1872   par. vacat, admin. int. Ludovic. Bendl
- 1873   Josef Petschauer, n. 10. 7. 1841 Ledau, o. 27. 7. 1865,
- 1881   par. vacat, admin. int. Robert Heide
- 1881   Robert Heide, n. 26. 10. 1844 Henneberg, o. 25. 7. 1868, † 27. 8. 1914
- 1893   Johann Ždarsky, n. 19. 6. 1848 Bukovina, o. 25. 7. 1871, † 12. 1. 1923
- 1898   Wilhelm Reinwart, n. 9. 1. 1857 Spitzberg, o. 20. 7. 1880, † 29. 3. 1944
- 1909   par. vacat, admin. excurr. Joann. Reinwarth
- 1909   Carol. Jewschenak, n. 4. 11. 1870 Hl. Geist (Styria), o. 19. 7. 1896, † 11. 12. 1958
- 1913   par. vacat admin. excurr. Joann. Reinwarth
- 1914   par. vacat admin. interc. Carol. Glatz
- 1915   Carol. Glatz, n. 7. 7. 1884 Heinersdorf, o. 12. 7. 1908, † 9. 6. 1956
- 1918   par. vacat admin. interc. Joann. Krowarz
- 1919   Anton. Weber, n. 5. 11. 1859 Brandau, o. 11. 5. 1884, † 3. 9. 1934
- 1929   par. vacat admin. interc. Car. Glatz
- 1939   par. vacat admin. excurr. Anton Aschenbrenner
- 1.11. 1945   Ernest Baier
- 26. 2. 1946  Josef Rabas
- 1. 4.  1946  Josefe Hauschild
- 12. 8. 1946  Rudolf Armstark
- 1. 11. 1952  Steph. Sivák
- 1. 1.  1958  František Hrubý
- 1. 9.  1959  František Pisinger
- 1. 12. 1970  Pavel Bohumil Petřina O.Praem.
- 1. 1.  1975  Václav Vávra, CSsR
- 1.7.  1993   Aleksander Siudzik, CSsR (administrátor excurrendo)[4]

Kromě kněží stojících v čele farnosti, působili ve farnosti v průběhu její historie i jiní kněží. Většinou pracovali jako farní vikáři, kaplani, katecheté, výpomocní duchovní aj.

## Území farnosti
Do farnosti náleží území obce:
- Široké Třebčice (Weitentrebetitsch,[1] Weiten Trebetitsch[5])[p 1]

## Římskokatolické sakrální stavby na území farnosti
| | Fotografie | Stavba                               | Místo           | Bohoslužby                      | Zeměpisné souřadnice            | Status       | Číslo kulturní památky          |
| Kostel | Kostel     | Kostel                               | Kostel          | Kostel                          | Kostel                          | Kostel       | Kostel                          |
| --- | ---------- | ------------------------------------ | --------------- | ------------------------------- | ------------------------------- | ------------ | ------------------------------- |
| 1. |            | Kostel Povýšení sv. Kříže            | Široké Třebčice | bližší informace o bohoslužbách | 50°16′51″ s. š., 13°23′1″ v. d. | farní kostel | —                               |
| Venkovní sochy |            |                                      |                 |                                 |                                 |              |                                 |
| 2. |            | Sloup se sochou sv. Jana Nepomuckého | Široké Třebčice |                                 |                                 | socha světce | 37031/5-819 (Pk•MIS•Sez•Obr•WD) |
| Některé drobné sakrální stavby a pamětihodnosti lze dohledat zde v databázi Drobné sakrální památky Zaniklé sakrální stavby lze dohledat zde v databázi Poškozené a zničené kostely, kaple a synagogy v České republice |            |                                      |                 |                                 |                                 |              |                                 |

Ve farnosti se mohou nacházet i další drobné sakrální stavby, místa římskokatolického kultu a pamětihodnosti, které neobsahuje tato tabulka.

## Příslušnost k farnímu obvodu
Z důvodu efektivity duchovní správy byl vytvořen farní obvod (kolatura) farnosti – děkanství Podbořany, jehož součástí je i farnost Široké Třebčice, která je tak spravována excurrendo.